# Demosthenes Correa de Syllos
Demósthenes Corrêa de Syllos, conhecido como Demósthenes (Casa Branca, 17 de janeiro de 1892), São Paulo, 11 de agosto de 1961) foi um futebolista brasileiro que atuava como atacante.

## Carreira
Com apenas 18 anos de idade, atuou pelo Mackenzie College, de 1910 a 1911.[carece de fontes?] Depois, foi para o Palestra Italia, onde ficou de 1912 a 1919, quando encerrou a carreira.[carece de fontes?] Demósthenes jogou apenas uma vez, em 8 de julho de 1916, pela Seleção Brasileira e marcou 1 gol na Campeonato Sul-Americano de Futebol de 1916 enquanto atuava no Palestra Italia.